# Mohamed Jalil Yendubi
Mohamed Jalil Yendubi (en árabe: محمد خليل الجندوبي‎; nacido el 1 de junio de 2002) es un deportista tunecino que compite en taekwondo.
Participó en dos Juegos Olímpicos de Verano en los años 2020 y 2024, obteniendo dos medallas, plata en Tokio 2020 y bronce en París 2024. En los Juegos Panafricanos consiguió dos medallas de oro, en los años 2019 y 2023.
Ganó una medalla de bronce en el Campeonato Mundial de Taekwondo de 2022 y tres medallas de oro en el Campeonato Africano de Taekwondo entre los años 2021 y 2023.

## Palmarés internacional
| Juegos Olímpicos    | Juegos Olímpicos         | Juegos Olímpicos  | Juegos Olímpicos |
| Año                 | Lugar                    | Medalla           | Categoría        |
| ------------------- | ------------------------ | ----------------- | ---------------- |
| 2020                | Tokio (Japón)            | Medalla de plata  | –58 kg           |
| 2024                | París (Francia)          | Medalla de bronce | –58 kg           |
| Campeonato Mundial  |                          |                   |                  |
| Año                 | Lugar                    | Medalla           | Categoría        |
| 2022                | Guadalajara (México)     | Medalla de bronce | –58 kg           |
| Juegos Panafricanos |                          |                   |                  |
| Año                 | Lugar                    | Medalla           | Categoría        |
| 2019                | Rabat (Marruecos)        | Medalla de oro    | –54 kg           |
| 2023                | Acra (Ghana)             | Medalla de oro    | –63 kg           |
| Campeonato Africano |                          |                   |                  |
| Año                 | Lugar                    | Medalla           | Categoría        |
| 2021                | Dakar (Senegal)          | Medalla de oro    | –58 kg           |
| 2022                | Kigali (Ruanda)          | Medalla de oro    | –58 kg           |
| 2023                | Abiyán (Costa de Marfil) | Medalla de oro    | –63 kg           |